# اتسانگ
اتسانگ (انگلیسی: Etsong) شرکت خودروسازی چینی است، که در سال ۱۹۹۷ تأسیس شد.